# Pankivți, Brodî
Pankivți (în ucraineană Паньківці) este un sat în așezarea urbană Pidkamin din raionul Brodî, regiunea Liov, Ucraina.

## Demografie
Componența lingvistică a localității Pankivți
     Ucraineană (100%)
Conform recensământului din 2001, toată populația localității Pankivți era vorbitoare de ucraineană (100%).